# Walther Bangert

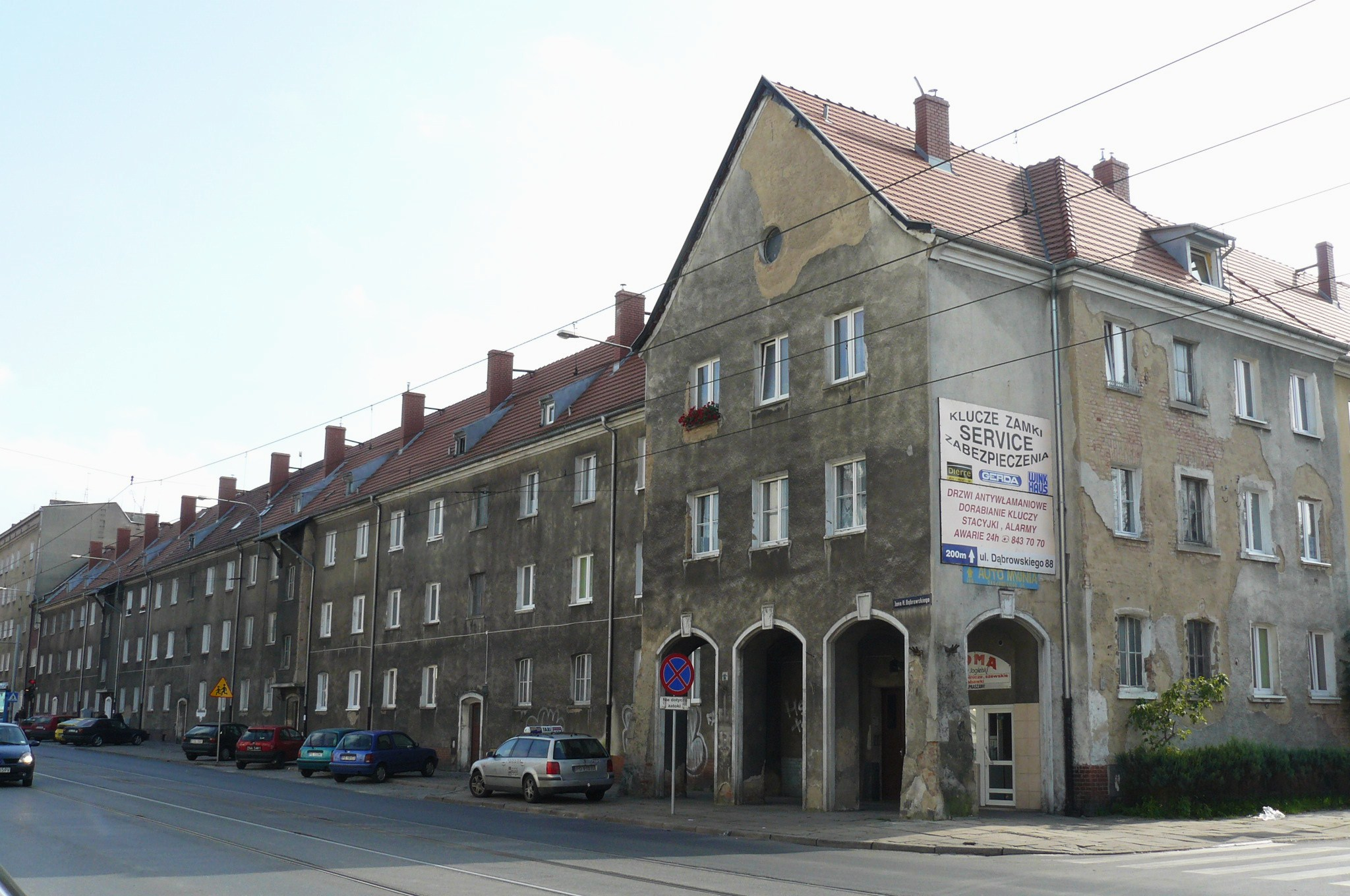
Weststadt na Jeżycach w Poznaniu

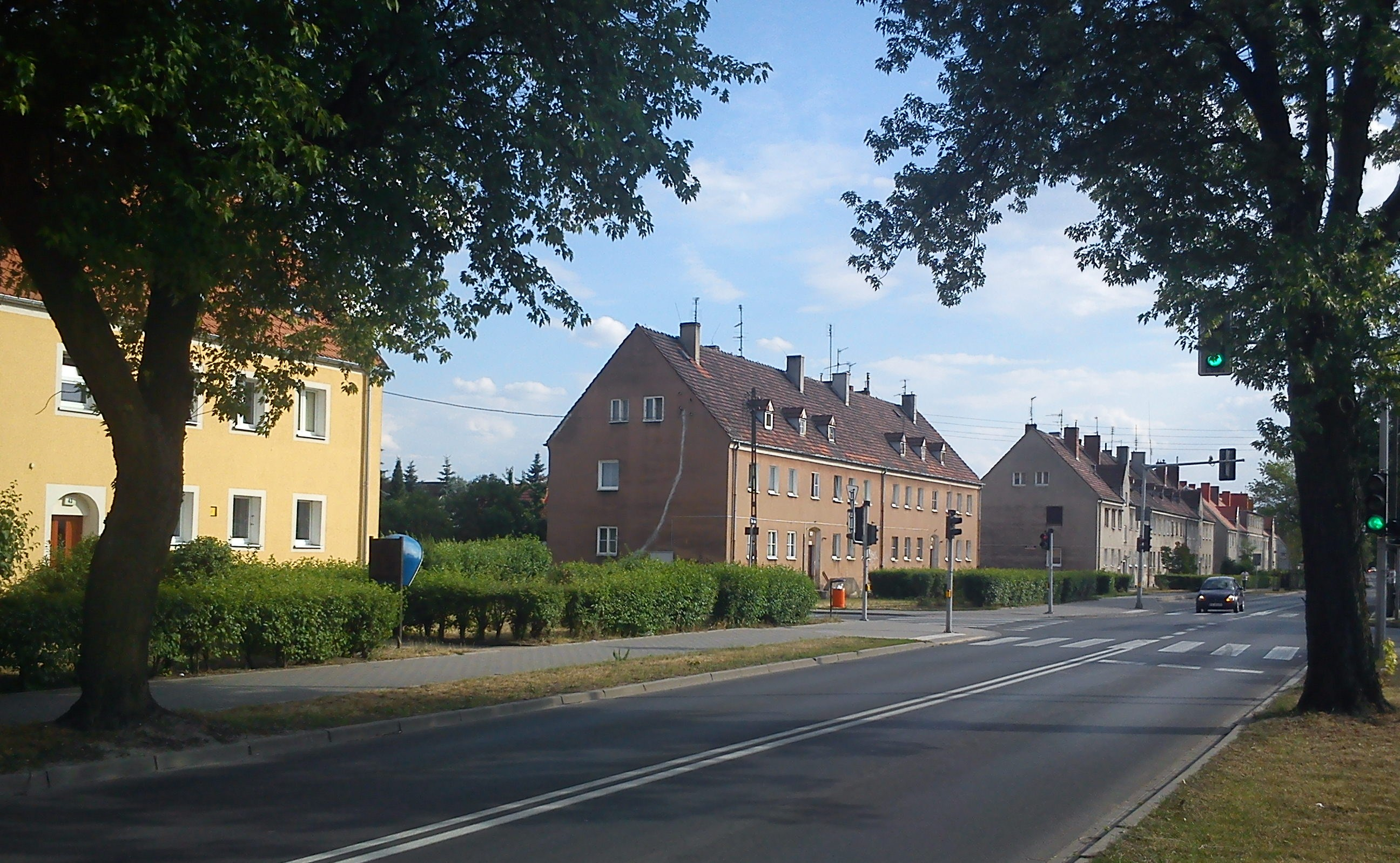
Osiedle przy ul. Opolskiej w Poznaniu

Walther Martin Bangert (ur. 7 sierpnia 1905 w Schönebergu, zm. 7 kwietnia 1945 w południowych Niemczech) – niemiecki architekt i urbanista nazistowski.

## Życiorys
Był profesorem urbanistyki na Politechnice w Brunszwiku. Współpracował z Herrmannem Jansenem podczas projektowania Ankary jako nowej stolicy Turcji, a także w trakcie tworzenia planów urbanistycznych Adany. Około 1934 współpracował z szefem Deutsche Bauzeitung, Erichem Fäse. W 1940 został sprowadzony do Łodzi przez Wilhelma Hallbauera, na zlecenie którego realizował plan przebudowy miasta. Podczas II wojny światowej wszedł w spór z Albertem Speerem (kolegą ze studiów, w którego biurze pracował) w kwestii stworzenia nowej koncepcji urbanistycznej Poznania. W wyniku tego sporu Speer skierował go na front. Został zabity w południowych Niemczech w kwietniu 1945.

## Dzieła
Był m.in. twórcą następujących dzieł:
- plany urbanistyczne Adany (1935-1937)[2],
- plany urbanistyczne Ankary[5],
- całościowy plan urbanistyczny Poznania (1939[7]-1940, we współpracy z Wolfgangiem Draeselem), w tym:
  - trasa defiladowa na osi ul. Bukowska - Zamek Cesarski,
  - Gauforum (nowa dzielnica rządowa i plac parad),
  - Gauhalle (hala koncertów i zebrań)[8],
  - siedziba DAF (Deutsche Arbeitsfront, pol. Niemiecki Front Pracy), budynki policji i innych urzędów[9],
  - osiedle Weststadt na Jeżycach,
  - osiedle Państwowej Komisji ds. Budowy Mieszkań Socjalnych przy ul. Opolskiej na Dębcu[10],
  - rozwinięcie idei trasy kołowej północ-południe Mariana Spychalskiego (później tzw. Trasa Piekary)[11],

- plany przebudowy Łodzi[6][12].

Tworząc plany dla Poznania, Bangert akceptował przedwojenne koncepcje Władysława Czarneckiego, rozpisując je na powiększoną o ponad 200 procent powierzchnię miasta i wiążąc z założeniami sportowo-rekreacyjnymi w śródmiejskim odcinku doliny Warty.  W ramach swojej koncepcji planował przebudowę Starego Miasta, przearanżowanie przestrzeni wokół ratusza i scalenie Starego Rynku z placem Kolegiackim w drodze wyburzenia południowych obszarów zabudowy staromiejskiej.

## Rodzina
Jego bratem był urbanista i architekt, Wolfgang Bangert, a bratankiem architekt, Dietrich Bangert. 